# Greg Ellis
Greg Ellis, född 21 mars 1968 i Wigan, Lancashire, är en brittisk skådespelare och röstskådespelare.

## Roller
- 24 - Michael Amador
- Ape Escape - Specter
- Arkiv X - Triangle
- The Batman - Count Vertigo
- Batman: Den tappre och modige - Gentleman Ghost, Doctor Fate, Cavalier, Doctor Canus, Hawk, Shrapnel, Mr. Mind
- Ben 10: Synaptak (The Galactic Enforcers, 2006)
- Ben 10: Alien Force - Forever Knights (olika episoder, 2008)
- Ben 10: Ultimate Alien - Sir Dagonet (Andreas Fault, 2010)
- Bilar 2 - Nigel Gearsley
- Billy and Mandy's Big Boogey Adventure - Creeper
- Bones - Kevin Hollings
- Bratz - Byron Powell, Sir Nigel Forrester
- Bratz Babyz: The Movie - Harvey
- Command & Conquer: Red Alert 3 - Commander Giles Price (2008)
- Command & Conquer Red Alert 3: Uprising - Commander Giles Price (2009)
- CSI Crime Scene Investigation - Fotograf
- Dexter - Jonathan Farrow (säsong 4, episod 7 - "Slack Tide")
- Dirge of Cerberus: Final Fantasy VII - Cait Sith
- Diablo III - Captain Rumford
- Dragon Age: Origins - Cullen
- Dragon Age: Origins – Awakening - Anders
- Dragon Age II - Knight Captain Cullen
- Final Fantasy VII: Advent Children - Cait Sith
- Final Fantasy XIV - Olika roller
- Generator Rex - Gatlocke
- G.I. Joe: Renegades - Breaker
- God of War III - Hermes
- Haunting Ground - Riccardo Belli
- Hobbit: Smaugs ödemark - Net Mender
- Jackie Chan Adventures - Valmont (säsong 3 & 4)
- Knight Rider - Welther
- Legion of Super Heroes - Drax
- Lionheart: Legacy of the Crusader - Richard Lionheart
- Mr. Gum - Mr. Gum
- Nip/Tuck - David Preston
- Onimusha Blade Warriors - Keijiro Maeda
- Pirates of the Caribbean: Svarta Pärlans förbannelse - Lt. Theodore Groves
- Pirates of the Caribbean: Vid världens ände - Lt. Theodore Groves
- Pirates of the Caribbean: I främmande farvatten - Lt. Cmdr. Theodore Groves
- Porco Rosso - Olika röster
- Resistance 2 - Dr. Fyodor Malikov
- Resistance 3 - Dr. Fyodor Malikov
- Resistance: Retribution - Claude Bouchard
- Rogue Galaxy - Simon Wicard
- Scooby-Doo! Mystery Incorporated - Charles Weatlesby
- Shadows of the Damned - Johnson
- Star Trek: Deep Space Nine - Ekoor
- Star Trek - Chief Engineer Olsen
- Star Wars: Knights of the Old Republic II - Disciple
- Star Wars: The Clone Wars - Turk
- Teen Titans - Malchior
- Titanic - Carpathia Steward
- To End All Wars - Primrose
- Trust Me - Simon Cochran
- Ty the Tasmanian Tiger - Ty
- Ultimate Marvel vs. Capcom 3 - Rocket Raccoon
- Valentine - Ari Valentine